# Le Petit Garçon (film, 1995)
Pour les articles homonymes, voir Le Petit Garçon.
Pour plus de détails, voir Fiche technique et Distribution.
Le Petit Garçon est un film français réalisé par Pierre Granier-Deferre,  d'après un livre de Philippe Labro, et sorti en salles en 1995.

## Synopsis
Pendant l'Occupation allemande, à Montégut, un petit village du sud de la France, un enfant voit transiter dans le château familial des réfugiés que son père aide à échapper à la déportation. Les choses se gâtent lorsque la zone libre est occupée et que la maison doit héberger des militaires allemands.

## Fiche technique
- Titre : Le Petit Garçon
- Réalisation : Pierre Granier-Deferre
- Scénario : Pierre Granier-Deferre et Colo Tavernier, avec la collaboration de Florence Philipponnat d'après le livre éponyme de Philippe Labro
- Directeur de la photographie : Willy Kurant
- Musique originale : Philippe Sarde
- Décors : Jean-Claude Gallouin
- Durée : 107 minutes (1h47)
- Dates de sortie :
  -  France : 11 janvier 1995

## Distribution
- Jacques Weber : Le père
- Brigitte Roüan : Christina
- Stanislas Crevillén : François
- Ludmila Mikaël : Mme Roussel
- Serge Reggiani : 	Germain
- Thierry Frémont : Gustave
- Beata Nilska : Dora
- Olivia Bonamy : Juliette
- Dominique Zardi : l'aide de Boretti
- Patricia Elig : Elsa
- Isabelle Sadoyan : Cécile

## Autour du film
- Le film a été tourné principalement dans le Lauragais, sur les communes de Montégut-Lauragais (Haute-Garonne) Sorèze et Puylaurens (Tarn).